# دعو كلا (دابوي الجنوبي)
دعو کلا (بالفارسية: دعو کلا) هي قرية تقع في إيران في قسم دابوي الجنوبی الريفي. يقدر عدد سكانها بـ 275 نسمة بحسب إحصاء 2016.